# مارسلو کونتیوس
مارسلو کونتیوس (انگلیسی: Marcelo Quinteros؛ زادهٔ ۲۳ دسامبر ۱۹۷۶) بازیکن فوتبال اهل آرژانتین است.
از باشگاه‌هایی که در آن بازی کرده‌است می‌توان به باشگاه فوتبال روساریو سنترال و باشگاه فوتبال بانفیلد اشاره کرد.